# Atypisch fibroxanthoom
Atypisch fibroxanthoom is een vrij zeldzaam type huidkanker. Het ontstaat in de dermis van huid die door zonlicht beschadigd is, dus vooral in het gezicht. Het gezwelletje groeit vrij snel, maar zaait slechts zelden uit. Bij histologisch onderzoek zijn er grote, spoelvormige cellen te zien. De beste behandeling is om het weg te snijden (excisie), eventueel met Mohs chirurgie. De prognose is dus gunstig.